# راس سخن (المكلا)

تعديل مصدري - تعديل

راس سخن هي إحدى قرى عزلة المكلا بمديرية المكلا التابعة لمحافظة حضرموت، بلغ تعداد سكانها 121 نسمة حسب تعداد اليمن لعام 2004.